# رانندگی (ترانه اد شیرن)
«رانندگی» (انگلیسی: Drive) ترانه‌ای از خواننده و ترانه‌پرداز انگلیسی، اد شیرن است که در ۲۰ ژوئن ۲۰۲۵ به‌عنوان پنجمین تک‌آهنگ از آلبوم موسیقی متن فیلم اف۱ منتشر شد. شیرن این قطعه را با همکاری جان میر و بلیک اسلتکین، که هر دو تهیه‌کنندهٔ این ترانه نیز هستند، نوشته است. در این ترانه، جان میر نوازندگی گیتار را بر عهده دارد و دیو گرول از گروه فو فایترز درام می‌نوازد. همچنین پینو پالادینو به‌عنوان نوازنده گیتار بیس و رامی جافی در نقش نوازنده کیبورد حضور دارند. علاوه بر این، اسلتکین برنامه‌نویسی درام و کیبوردهای تکمیلی را نیز انجام داده است.

## بازخورد منتقدان
بیلبورد از میان ۱۷ قطعهٔ آلبوم اف۱، «رانندگی» را بهترین قطعهٔ آن ارزیابی کرد. به نوشتهٔ بیلبورد، این ترانه با ارجاع‌های پرانرژی به دنیای مسابقات اتومبیل‌رانی و فرمول یک، به خوبی حس هیجان و سرعت بالای این رقابت‌ها را منتقل می‌کند و جو پرتنش و مهیج فرمول یک را به تصویر می‌کشد.

## موزیک ویدیو
موزیک ویدئوی رسمی «رانندگی» هم‌زمان با انتشار تک‌آهنگ، در کانال یوتیوب اد شیرن منتشر شد. این ویدئو به کارگردانی کریس ویلا ساخته شده و در آن از تصاویر مرتبط با مسابقات اتومبیل‌رانی استفاده شده است.

## جدول‌های موسیقی
| جدول (۲۰۲۵)                       | بالاترین جایگاه |
| --------------------------------- | --------------- |
| ژاپن (ژاپن هات ۱۰۰)               | ۸۸              |
| تک‌آهنگ‌های داغ نیوزیلند (آرام‌ان‌زی) | ۱۷              |
| کره جنوبی BGM (سرکل)              | ۴۸              |
| کره جنوبی دانلود (سرکل)           | ۱۱۹             |
| تک‌آهنگ‌های بریتانیا (اوسی‌سی)       | ۴۹              |